# Fährstraße 28 (Stralsund)

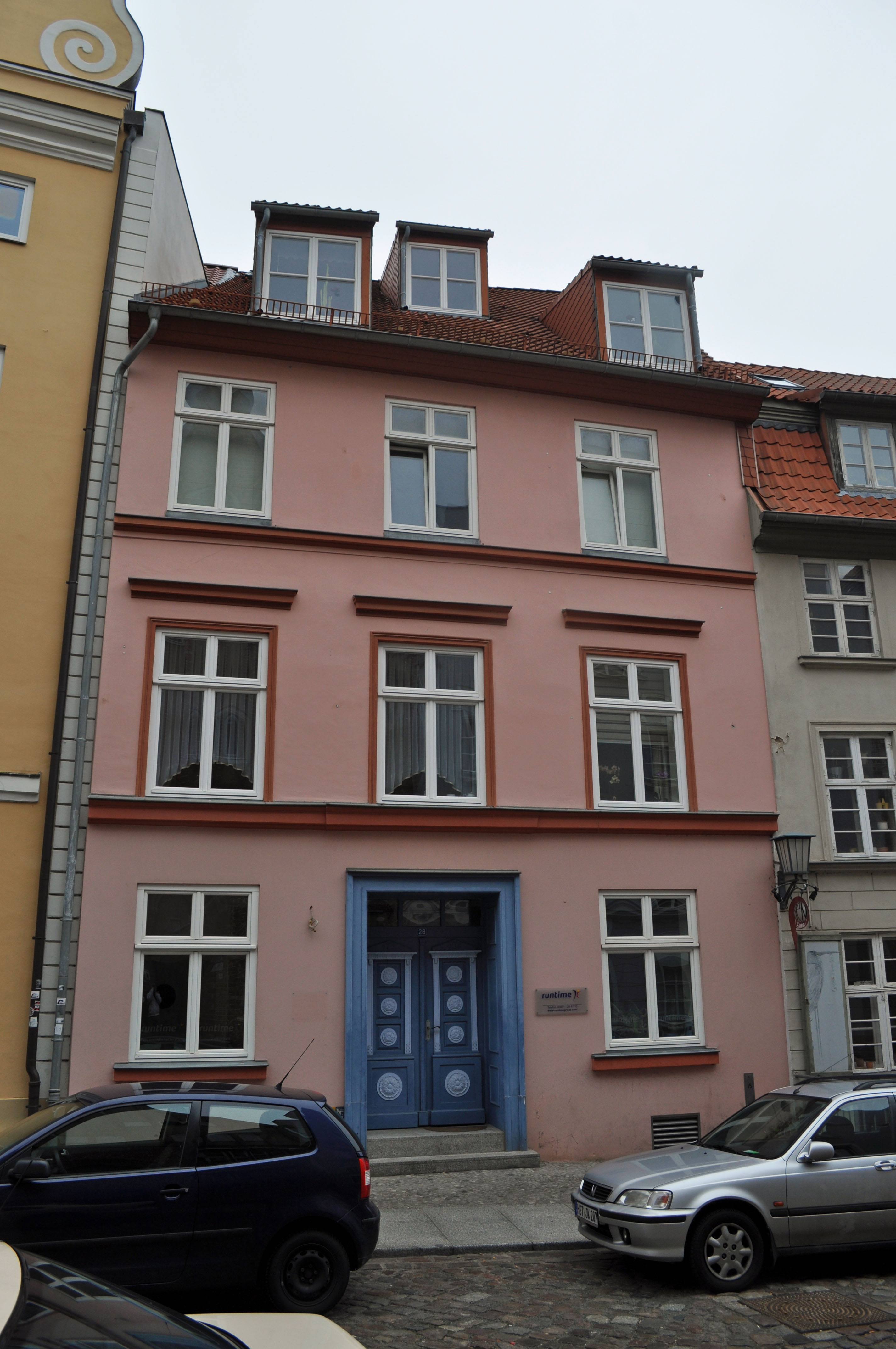
Das Haus Fährstraße 28 in Stralsund (2012)

Das Gebäude mit der postalischen Adresse Fährstraße 28 ist ein denkmalgeschütztes Bauwerk in der Fährstraße in Stralsund.
Der dreigeschossige und dreiachsige, schlichte Putzbau ist im Kern mittelalterlich. In der Zeit um das Jahr 1820 wurde das Gebäude stark erneuert.
Das Haus liegt im Kerngebiet des von der UNESCO als Weltkulturerbe anerkannten Stadtgebietes des Kulturgutes „Historische Altstädte Stralsund und Wismar“. In die Liste der Baudenkmale in Stralsund ist es mit der Nummer 179 eingetragen.